# Alimbeg Bestayev
Alimbeg Bestayev (né le 15 août 1936 à Tskhinvali en RSS de Géorgie et mort le 15 août 1988 à Moscou) est un lutteur soviétique spécialiste de la lutte libre. Il participe aux Jeux olympiques d'été de 1956 et remporte la médaille de bronze en combattant dans la catégorie des poids légers (62-67 kg),,.

## Palmarès

### Jeux olympiques
- Jeux olympiques de 1956 à Melbourne,  Australie
  -  Médaille de bronze.